# Carla Anderson Hills
Carla Anderson Hills, född 3 januari 1934 i Los Angeles i Kalifornien, är en amerikansk jurist och tidigare politiker. 
Hon var bostads- och byggnadsminister 1975–1977 i Gerald Fords kabinett. Hon var den första kvinnan i USA på den posten. Hon var även den tredje kvinnan att bli utsedd till chef för ett federalt regeringsdepartement i USA:s historia.
Senare tjänstgjorde hon som USA:s handelsrepresentant 1989–1993 i George H.W. Bushs administration.